# Oncoba laurina
Oncoba laurina es una especie de arbusto perteneciente a la familia de las salicáceas. 

## Descripción
Es un arbusto de 3 a 15 m de hojas glabras, simples, alternas y con estípula.
Las flores son blancas dispuestas en panícula racimosa y los frutos son espinosos de pulpa roja (Pérez Arbeláez, E. 1996).

## Distribución
Desde México hasta Panamá.

## Usos
Puede suministrar un sustituto de aceite de chaulmugra para el tratamiento de la lepra (Pérez Arbeláez, E. 1996).

## Taxonomía
Oncoba laurina fue descrita por (C.Presl) Warb. ex Engl. & Prantl y publicado en Die Natürlichen Pflanzenfamilien 3(6a): 19. 1894.

## Nombres comunes
- “guayabo amarillo - carbonero”  (Pérez Arbeláez, E. 1996).